# Rambutan
Rambutan (Nephelium lappaceum) är en taggig frukt med en ganska stor kärna i mitten. Fruktköttet är ljust och vattnigt.
Trots sitt avskräckande yttre är frukten mycket njutbar med en smak som påminner något om fläder.